# Staré Město (Svitavyi járás)
Staré Město település Csehországban, a Svitavyi járásban. Staré Město Maletín, Hynčina, Borušov, Dětřichov u Moravské Třebové, Gruna, Moravská Třebová, Kunčina, Linhartice, Třebařov és Rychnov na Moravě településekkel határos. Lakosainak száma 1039 fő (2024. január 1.).

## Népesség
A település lakosságának változását az alábbi diagram mutatja:
| Lakosok száma | 1821 | 1795 | 1650 | 1022 | 1056 | 985  | 1000 | 1010 | 1031 | 1039 |
|               | 1869 | 1890 | 1921 | 1950 | 1980 | 2001 | 2017 | 2019 | 2022 | 2024 |